# 上劳西茨地区罗滕堡
上劳西茨地区罗滕堡（德語：Rothenburg/Oberlausitz，官方拼写为），简称罗滕堡（德語：Rothenburg，發音：[ˈʁoːtn̩bʊʁk] ⓘ，發音：[ˈʁʊzbɔʁk] ⓘ），是德国萨克森州格尔利茨县的城市，面积72.4平方千米，2023年12月31日人口为4,292人。